# Saint-Romain (Québec)
Pour les articles homonymes, voir Saint-Romain.
Saint-Romain est une municipalité du Québec située dans la municipalité régionale de comté (MRC) du Granit, dans la région administrative de l'Estrie. 

## Toponymie
Elle est nommée en l'honneur du pape Romain, évêque de Rome en 897. 

## Histoire
Après Lambton, il est le plus ancien village de l'Estrie. À partir de 1844 des Beaucerons et des colons de Saint-Anselme, s'y installent. La paroisse de Saint-Romain-de-Winslow, détachée de Saint-Vital-de-Lambton 1854 puis érigée sur les plans canonique et civil en 1868.

### Chronologie
- 1er janvier 1858 : Érection de la municipalité de Winslow Nord.
- 26 mai 1962 : La municipalité de Winslow Nord devient la municipalité de Saint-Romain.

## Géographie
Son territoire, de forme triangulaire, est traversé par la route 108.
La Rivière Felton, qui prend sa source de la confluence des rivières Noire et Blanche, délimite l'ouest de la municipalité et son affluent, la Rivière Sauvage, la traverse d'est en ouest pour y atteindre son point de confluence. 

## Démographie
| 1996 | 2001 | 2006 | 2011 | 2016 | 2021 |
| ---- | ---- | ---- | ---- | ---- | ---- |
| 682  | 674  | 628  | 707  | 691  | 711  |

## Administration
Les élections municipales se font en bloc pour le maire et les six conseillers.
| Saint-Romain Maires depuis 2002                                                                                      |                  |         |          |
| Élection | Maire            | Qualité | Résultat |
| 2002 | Jean-Luc Fillion |         | Voir     |
| 2005 | Jean-Luc Fillion | Voir    |          |
| 2009 | Jean-Luc Fillion | Voir    |          |
| 2013 | Jean-Luc Fillion | Voir    |          |
| 2017 | Jean-Luc Fillion | Voir    |          |
| 2021 | Suzie Roy        |         | Voir     |
| Élection partielle en italique Depuis 2005, les élections sont simultanées dans toutes les municipalités québécoises |                  |         |          |